# Герард Денгофф (підстолій литовський)
Герард Денгофф (*Gerard Denhoff, бл. 1632 — 5 січня 1685) — державний діяч, урядник Речі Посполитої.

## Життєпис
Походив з німецького шляхетського роду Денгоффів власного гербу. Старший син Ернеста Магнуса Денгоффа, воєводи перновського, і Катерини фон Дона. Народився близько 1632 року. Після здобуття домашньої освіти вступив до Лейденського університету в Голландії.
По поверненню до Речі Посполитої отримав звання королівського дворянина. Отримав староство тельшеське. У 1661 році призначається хорунжим надворним коронним. Того ж року стає чашником великим литовським. 1663 року одружився з Анною Беатою фон Гольдштейн, донькою шведського генерала Йогана Аренда фон Гольдштейна.
1666 року отримав посаду підстолія великого литовського. У 1669 році брав участь в елекційному сеймі, де підтримав кандидатуру Міхала Корибута Вишневецького. Помер у 1685 році.

## Родина
Дружина — Анна Беата, донька шведського генерала кавалерії Йогана Аренда фон Гольдштейна.
Діти:
- Богуслав Ернест (д/н — 1734), підкоморій великий литовський
- Магнус Ян, бригадир армії Голландії
- Марія Елеонора, дружина графа Агасфера фон Лендорфа
- Катерина, дружина: 1) Яна Фрідріха фон Шлібен; 2) Теодориха фон Теттау
- Софія Кароліна, дружина графа Герхарда Ернеста фон Лендорфа.